# Fircrest
Fircrest és una població dels Estats Units a l'estat de Washington. Segons el cens del 2000 tenia 5.868 habitants.

## Demografia
Segons el cens del 2000, Fircrest tenia 5.868 habitants, 2.505 habitatges, i 1.673 famílies. La densitat de població era de 1.452,3 habitants per km².
Per edats la població es repartia de la següent manera: un 23,1% tenia menys de 18 anys, un 5,5% entre 18 i 24, un 26,3% entre 25 i 44, un 24,7% de 45 a 60 i un 20,4% 65 anys o més.
L'edat mediana era de 42 anys. Per cada 100 dones de 18 o més anys hi havia 83,8 homes.
La renda mediana per habitatge era de 54.912 $ i la renda mediana per família de 61.611 $. Els homes tenien una renda mediana de 46.611 $ mentre que les dones 32.232 $. La renda per capita de la població era de 27.244 $. Aproximadament el 4,6% de les famílies i el 5,9% de la població estaven per davall del llindar de pobresa.

## Poblacions més properes
El següent diagrama mostra les poblacions més properes.